# Caramagna Piemonte
Caramagna Piemonte é uma comuna italiana da região do Piemonte, província de Cuneo, com cerca de 2.667 habitantes. Estende-se por uma área de 26 km², tendo uma densidade populacional de 103 hab/km². Faz fronteira com Carmagnola (TO), Racconigi, Sommariva del Bosco.

## Demografia
| Variação demográfica do município entre 1861 e 2011                               |
|                                                                                   |
| Fonte: Istituto Nazionale di Statistica (ISTAT) - Elaboração gráfica da Wikipedia |